# Bjørn Einar Romøren
Bjørn Einar Romøren, né le 1er avril 1981 à Oslo, est un sauteur à ski norvégien.

## Biographie
Spécialiste de vol à ski, il a longtemps détenu le record du monde avec un saut mesuré à 239 mètres. Il est médaillé de bronze dans l'épreuve par équipes aux Jeux olympiques de 2006. Actif au niveau international depuis 2001, il gagne son premier concours individuel en Coupe du monde deux ans plus tard. Il prend sa retraite sportive en 2014.
Son frère, Jan-Erik Romøren (pl), est le chanteur et bassiste du groupe Tsjuder.

## Palmarès

### Jeux olympiques
| Épreuve / Édition | Turin 2006 | Vancouver 2010 |
| Petit tremplin    | 15e        | 23e            |
| Grand tremplin    | 7e         |                |
| Par équipes       | Bronze     |                |

### Championnats du monde
| Épreuve / Édition | Épreuve / Édition | Lahti 2001 | Val di Fiemme 2003 | Oberstdorf 2005 | Oslo 2011 |
| Petit tremplin    | Petit tremplin    | 33e        | 10e                | 4e              |           |
| Grand tremplin    | Grand tremplin    | 16e        | 13e                | 12e             |           |
| Par équipes       | PT                | 8e         |                    | 12e             | Argent    |
| Par équipes       | GT                | 7e         | Bronze             | Bronze          |           |

### Championnats du monde de vol à ski
| Épreuve / Édition | Planica 2004 | Kulm 2006 | Oberstdorf 2008 | Planica 2010 | Harrachov 2014 |
| Individuel        | 6e           | 10e       | 4e              | 9e           | 18e            |
| Par équipes       | Or           | Or        | Bronze          | Argent       |                |

### Coupe du monde
- Meilleur classement général : 3e en 2004.
- 8 victoires en épreuve individuelle, pour un total de 22 podiums.
- 7 victoires par équipes, pour un total de 17 podiums.

#### Différents classements en Coupe du monde
| Année     | Classement général final |
| 2002-2003 | 14e                      |
| 2003-2004 | 3e                       |
| 2004-2005 | 14e                      |
| 2005-2006 | 6e                       |
| 2006-2007 | 29e                      |
| 2007-2008 | 11e                      |
| 2008-2009 | 34e                      |
| 2009-2010 | 9e                       |
| 2010-2011 | 17e                      |
| 2011-2012 | 32e                      |
| 2013-2014 | 74e                      |

#### Victoires individuelles saison par saison
| Année | Lieu                                |
| 2003  | Bischofshofen (Autriche)            |
| 2004  | Lahti (Finlande), Kuopio (Finlande) |
| 2005  | Planica (Slovénie)                  |
| 2006  | Sapporo (Japon), Planica (Slovénie) |
| 2008  | Willingen (Allemagne)               |
| 2010  | Kuusamo (Finlande)                  |